# Edibe Sulari
Edibe Sulari (* 1953 in Erzincan; † 2. Juli 1993 in Sivas) war eine türkisch-alevitische Volkssängerin.
Edibe Sulari wurde als jüngste Tochter des Volkssängers Aşık Davut Suları geboren und stammt aus einer Seyyit-Familie. Schon von klein auf begleitete sie ihren Vater musikalisch bei Veranstaltungen der alevitischen Glaubensgemeinschaft. Nach einer Ausbildung zur Krankenschwester in Erzurum ging sie in den 1970er Jahren gemeinsam mit ihrem Vater nach Europa. Sie lebten in Basel und hatten Konzertauftritte in Europa und der Türkei. Von Edibe Sulari erschienen früh eigene Platten und Kassetten.
Am 2. Juli 1993 fiel Edibe Sulari in Sivas dem Brandanschlag auf das Madimak-Hotel zum Opfer. Nach ihrem Tod wurde das Album Başımıza Gelenleri Deftere Yazsak im Jahr 1994 bei Özdiyar Müzik Yapim veröffentlicht, eine Neuauflage erfolgte im Jahr 2006.

## Diskografie
- 1994: Başımıza Gelenleri Deftere Yazsak (dt.: Alles was uns passiert ist, können wir in ein Buch schreiben)
- 1992: Dört Dilden Dört Telden III (mit drei Titeln von Edibe Sulari)
- Güven Etme Ey Sultanim
- Klasikleri
- Sari Cicek
- Yaban Gülü

| Personendaten    | Personendaten                      |
| ---------------- | ---------------------------------- |
| NAME             | Sulari, Edibe                      |
| KURZBESCHREIBUNG | türkisch-alevitische Volkssängerin |
| GEBURTSDATUM     | 1953                               |
| GEBURTSORT       | Erzincan                           |
| STERBEDATUM      | 2. Juli 1993                       |
| STERBEORT        | Sivas                              |